# Temsche Sportkring
Temsche Sportkring, afgekort Temsche SK, was een Belgische voetbalclub uit Temse. De club was aangesloten bij de KBVB met stamnummer 501 en had rood en wit als kleuren. De club speelde in haar bestaan een aantal jaar in de nationale reeksen, maar ging in 1945 op in fusieclub KSV Temse.

## Geschiedenis
In 1925 sloot Temsche Sportkring zich aan bij de Belgische Voetbalbond. De club was in 1924 gesticht als reactie op het politieke karakter van het eerder opgerichte Temsica FC, dat weliswaar pas later aansloot bij de Voetbalbond. Temsche SK ging van start in de derde afdeling. Bij de invoering van de stamnummers in 1926 kreeg het stamnummer 501 toegekend.
De club klom gestaag op en in 1931 bereikte Temsche SK voor het eerst de nationale bevorderingsreeksen, in die tijd het derde niveau. De club kon er zich een paar seizoenen standhouden, maar door een voorlaatste plaats zakte men in 1934 na drie jaar nationaal voetbal weer. In 1935, een seizoen later, keerde Temsche alweer terug in Bevordering. Men kende bij de terugkeer een goed eerste seizoen en haalde er meteen een derde plaats. De club kon dit resultaat niet herhalen, en twee jaar later strandde men op een laatste plaats. Opnieuw degradeerde Temsche na drie seizoenen uit de nationale reeksen.
Tijdens de Tweede Wereldoorlog keerde de club niet meer terug op het nationale niveau en in 1945 kwam het tot een fusie met KFC Temsica, de andere club uit het dorp. De fusieclub werd Sportvereeniging Temsche (KSV Temse) genoemd en sloot zich volgens de reglementen van die tijd aan bij de KBVB met het nieuwe stamnummer 4297. Stamnummer 501 van Temsche verdween definitief.